# أوسكار هيريرو
أوسكار هيريرو (بالإسبانية: Oscar Herrero)‏ هو عازف قيثارة إسباني، ولد في مارس 1959 في ثيوداد ريال في إسبانيا.